# Erythrura psittacea
Di họng đỏ (danh pháp hai phần: Erythrura psittacea) là một loài chim trong họ Chim di.
Di họng đỏ được tìm thấy ở New Caledonia. Nó có một phạm vi phân bố từ 20.000 đồng đến 50.000 km ².
Loài chim này được tìm thấy trong cả hai khu rừng thấp ẩm nhiệt đới hoặc cận nhiệt đới và môi trường sống của các loài cây bụi. Tình trạng của loài này được đánh giá là loài ít quan tâm.

## Hình ảnh

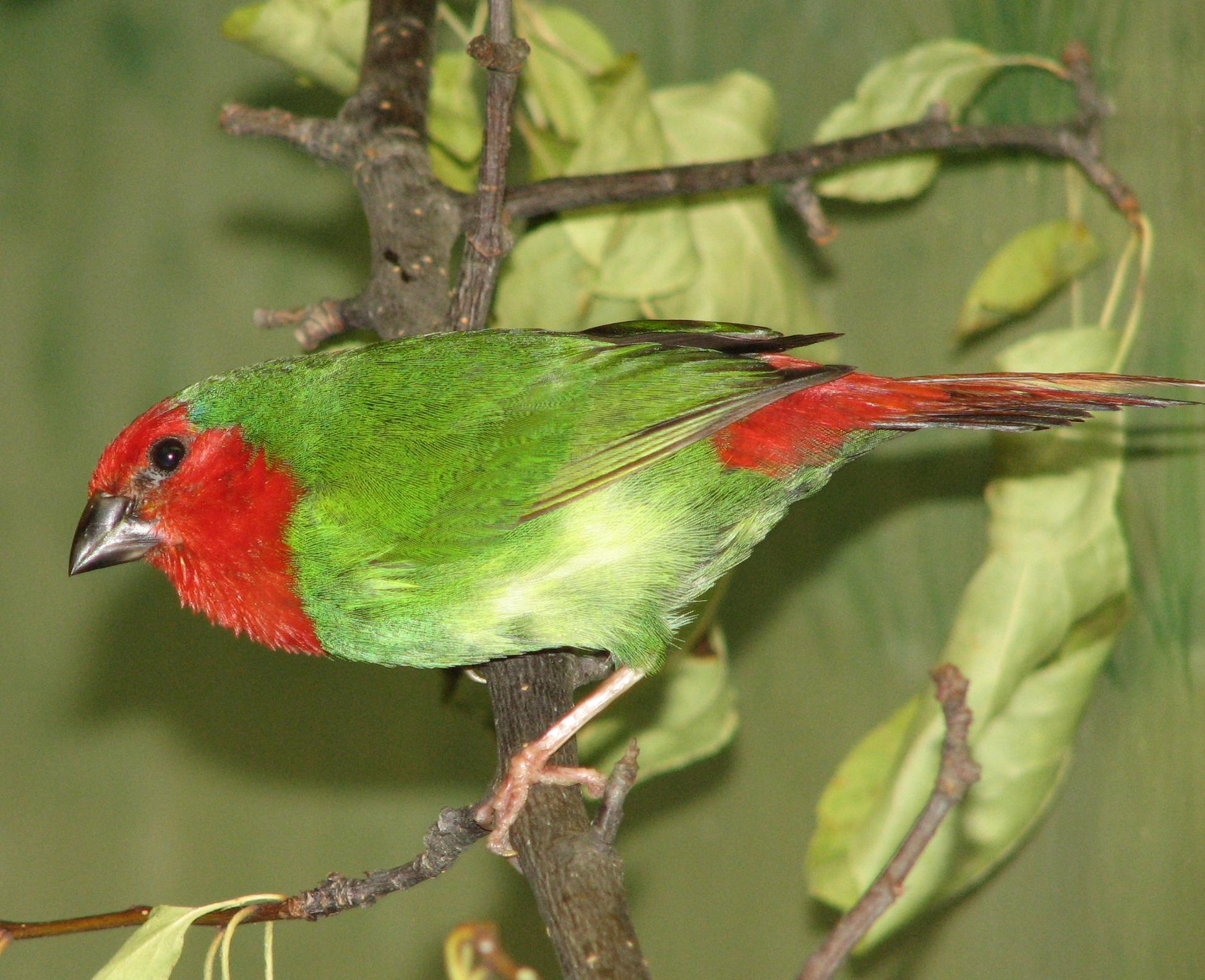
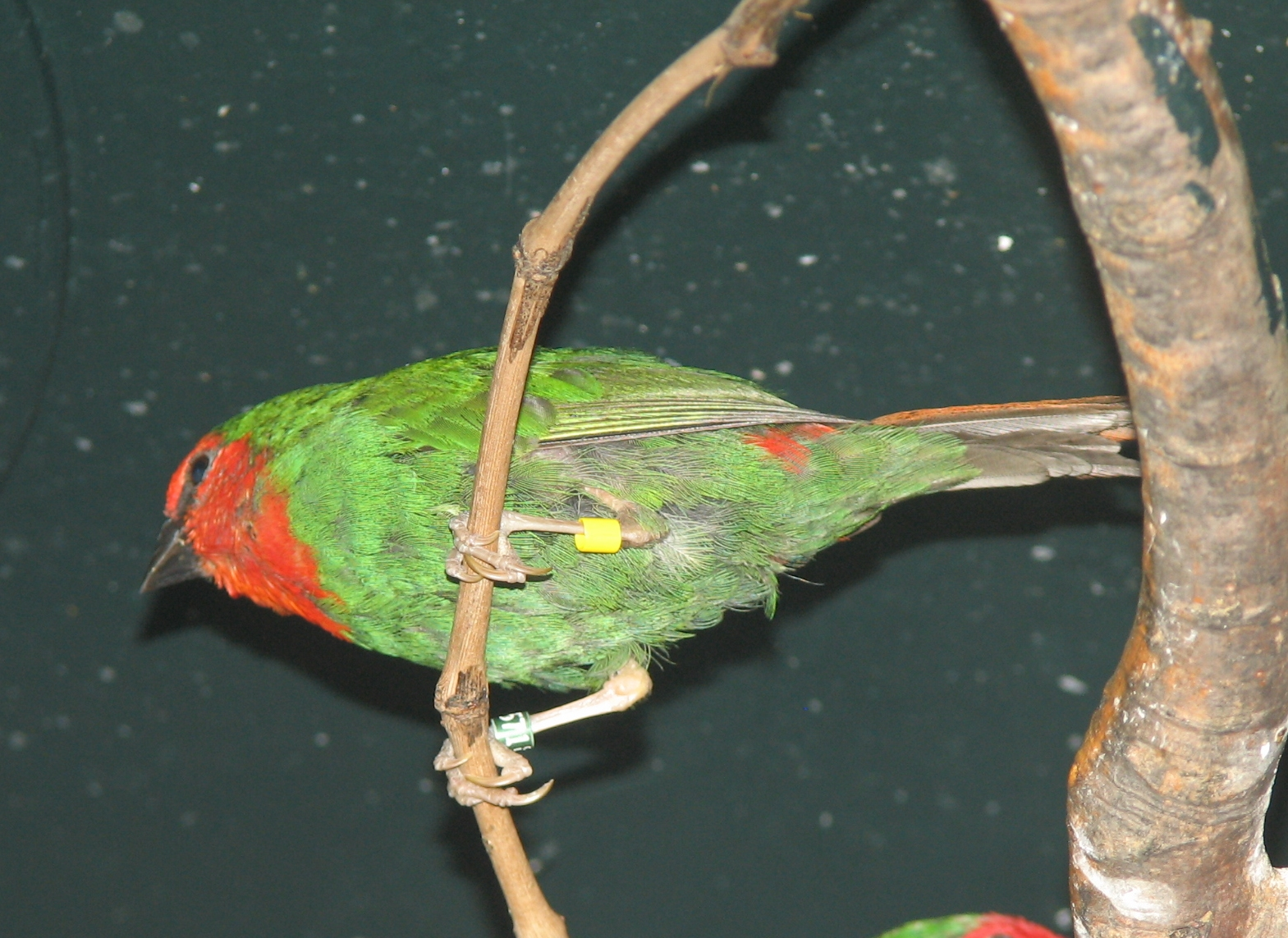
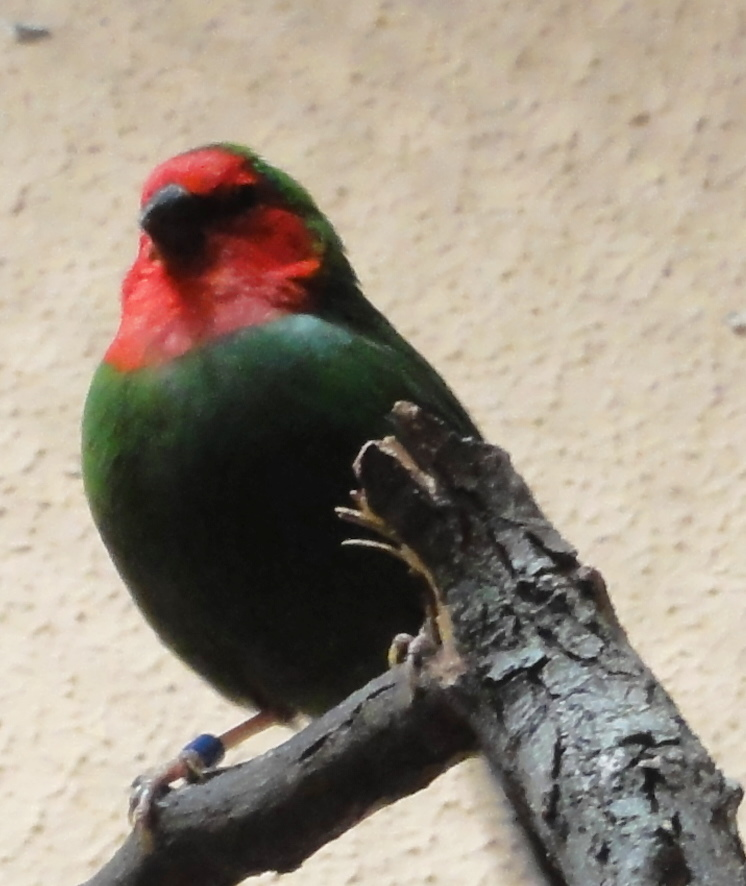